# Ángel Ron
Ángel Carlos Ron Güimil (Santiago de Compostela, 24 de julio de 1962) fue presidente del Banco Popular Español, el sexto grupo bancario de España, hasta el 20 de febrero de 2017.

## Formación académica
Licenciado en derecho por la Universidad de Santiago de Compostela.

## Carrera profesional
Ingresa en Banco Popular Español como empleado de la dirección regional de Galicia en 1984. En 1988 es trasladado a los servicios centrales en Madrid. Un año más tarde es nombrado director general de la Caja Cooperativa de Promoción y Crédito, un banco de ahorro especializado en microcréditos. En 1991 pasa a desempeñar la misma responsabilidad en el Banco de Depósitos hasta 1995. A finales de ese mismo año vuelve al Banco Popular con nuevas responsabilidades, siendo nombrado director regional de Asturias-Cantabria del banco, administrando un negocio de 2000 millones de euros, 52 sucursales y alrededor de unos 300 empleados.
El éxito de su gestión hace que en 1998 se le nombre director general de la Red Comercial del Grupo, incluyendo los cinco bancos regionales (Banco de Andalucía, Banco de Castilla, Banco de Crédito Balear, Banco de Galicia y Banco de Vasconia), así como todas las sociedades financieras dependientes del mismo, llevando a cabo la definición e implementación de la estrategia comercial de la entidad.
En 2002 es promovido al cargo de consejero delegado. Durante esta etapa de su carrera cabe señalar como hechos sobresalientes la adquisición en 2003 del portugués Banco Nacional de Crédito, que poco después adoptó el nombre de Banco Popular Portugal, y la confección, puesta en marcha y consecución de un plan trienal para el desarrollo del grupo bancario en el mercado ibérico, el denominado ‘Plan Suma’ por el que la entidad se comprometía a alcanzar un beneficio neto superior a los 1000 millones de euros en tres años, con el que comenzó el declive del banco Popular entrando en inversiones arriesgadas y de dudosa calidad crediticia. 
En octubre de 2004, cuando Luis Valls Taberner presentó su renuncia a los cargos de consejero y presidente del banco, el consejo nombra a Ángel Ron presidente ejecutivo. El fallecimiento de Luis Valls en febrero de 2006, que había conservado la presidencia de la junta de accionistas, y la renuncia de su hermano Javier a los cargos de consejero y copresidente, hacen que Ángel Ron quede como presidente único del Banco.
A finales de mayo de 2006, Ángel Ron preside por primera vez la junta de accionistas. 
El 20 de febrero de 2017 se es obligado[cita requerida] a dejar el cargo y es sustituido en la presidencia por Emilio Saracho, vicepresidente de JP Morgan y antiguo empleado de Banco Santander. Ángel Ron percibió por parte de la entidad una pensión de 24 millones de euros, pero sin ninguna indemnización por haber trabajado en Popular durante 32 años en diferentes puestos ni por haber sido destituido de su cargo por despido improcedente, hecho por el cual sometió a un arbitraje a la entidad en abril de 2017 para reclamar una indemnización mientras la cotización bursátil de Banco Popular se hundía.
El Juzgado de lo social 33 de Madrid desestimó la solicitud de indemnización por improcedente.
En 2020 la Comisión Nacional del Mercado de Valores impuso multas por más de 1,14 millones de euros al Popular y a siete exconsejeros de la entidad, entre ellos Ángel Ron, por cometer "omitir datos y presentar información engañosa" en sus informes anuales correspondientes a los ejercicios 2013 a 2015 sobre los sistemas de ahorro a largo plazo y pagos por resolución de contrato de los consejeros ejecutivos.

## Información adicional
Ángel Ron es miembro, además, del Internacional Advisory Board de Allianz, del Institut International d’Études Bancaires, de la Internacional Monetary Conference y es miembro del Patronato de la Fundación Príncipe de Asturias, de la Fundación Universitaria Comillas, de la Fundación de Ayuda contra la Drogadicción y de FEDEA.
Ha sido Consejero en diferentes compañías como Sistema 4B, Popular Banca Privada, Abanfin y Bancopopular-e entre otras.